# NGC 707
NGC 707 este o hi (21cm) source⁠(d) situată în constelația Balena. A fost descoperită în 13 noiembrie 1879 de către Ernst Wilhelm Tempel. Se află la o distanță de 77 de megaparseci de Pământ.